# Atog-Boga
Pour les articles homonymes, voir Boga.
Atog-Boga est un village du Cameroun situé dans la région du Sud et le département de l'Océan, sur la route  qui relie Bipindi à Kpwa. Il fait partie de la commune de Bipindi.

## Population
En 1966, la population était de 499 habitants, principalement des Evuzok. Lors du recensement de 2005, on y dénombrait 738 personnes.

## Infrastructures
La localité dispose d'une école publique et d'une école catholique, d'un CES (collège d'enseignement secondaire), d'une mission catholique, d'un centre de santé, d'un poste agricole, d'un marché périodique. Malgré de nombreuses élites, la localité se trouve encore de nos jours très enclavée (eau, électricité, et route inexistante, pas de réseau).